# Dragan Kapičić
Dragan Kapičić (en serbe en écriture cyrillique : Драган Капичић), né le 7 août 1948 à Belgrade (république populaire de Serbie) et mort le 24 juin 2024 à Belgrade (Serbie), est un joueur yougoslave de basket-ball, évoluant au poste d'ailier. Il devient plus tard président de la Fédération de Serbie de basket-ball.

## Palmarès
- Champion du monde championnat du monde 1970
- Finaliste du championnat du monde 1974
- Finaliste du championnat d'Europe 1969
- Finaliste du championnat d'Europe 1971
- Champion d'Europe 1975